# Exomalopsini
Tribu
Exomalopsini est une tribu d'insectes de la famille des Apidae (une des familles d'abeilles).

## Liste des genres
- Anthophorula Cockerell, 1897
- Chilimalopsis Toro, 1976
- Eremapis Ogloblin, 1956
- Exomalopsis Spinola, 1853
- Teratognatha Ogloblin, 1956